# Phymosia umbellata
Phymosia umbellata là một loài thực vật có hoa trong họ Cẩm quỳ. Loài này được (Cav.) Kearney miêu tả khoa học đầu tiên năm 1949.